# Tasos (gmina)
Tasos (gr. Δήμος Θάσου, Dimos Tasu) – gmina w Grecji, w administracji zdecentralizowanej Macedonia-Tracja, w regionie Macedonia Wschodnia i Tracja, w jednostce regionalnej Tasos. W 2011 roku liczyła 13 770 mieszkańców. Siedzibą gminy jest Tasos. W skład gminy wchodzi między innymi wyspa Tasos.